# Géry Leuliet
Géry-Jacques-Charles Leuliet, né le 12 janvier 1910 à Richebourg-l'Avoué (Pas-de-Calais) et mort le 1er janvier 2015 à Arras, est un ecclésiastique catholique français, évêque d'Amiens de 1963 à 1985.

## Biographie
Ordonné prêtre le 8 juillet 1933 pour le diocèse d'Arras, Géry Leuliet en devient directeur des œuvres diocésaines puis vicaire général en 1956.
Nommé évêque d'Amiens le 14 février 1963 par le pape Jean XXIII, il est consacré le 9 mai suivant par Gérard-Maurice-Eugène Huyghe, évêque d'Arras.
Il participe au IIe concile œcuménique du Vatican et contribue à mettre en place les décisions du concile dans son diocèse.
En 1966, il encourage le père Henri-Marie Guilluy dans la fondation de la Congrégation Notre-Dame d'Espérance, puis érige celle-ci en association diocésaine le 2 février 1984.
Au cours de son ministère, il consacre Jean Cuminal, évêque du diocèse de Saint-Flour, et est le coconsécrateur de Joseph Wicquart et Paul-Marie Guillaume.
Atteint par la limite d'âge, il se retire de ses fonctions le 15 janvier 1985 et porte alors le titre d'évêque émérite.
Doyen des évêques français, il devient le doyen des évêques du monde le 13 mai 2012 à la suite de la mort d'Antoine Nguyên Van Thien. Il meurt le 1er janvier 2015, et c'est l'archevêque émérite de Newark Peter Leo Gerety qui devient à sa place le doyen de l'épiscopat mondial.
Il est inhumé dans le caveau des évêques de la cathédrale Notre-Dame d'Amiens.